# Пов'язка
Пов'язка — медична маніпуляція, при якій накладають медичні вироби (найчастіше марлевий бинт) на хворе місце чи травмовану ділянку (наприклад, рану і т. ін.).
Десмургія — розділ хірургії, який вивчає види пов'язок, покази та протипокази до застосування та методи їх накладання, догляду.
Для пов'язки використовують марлевий бинт, еластичний бинт (розмовне помилкове «бандаж»), марлеві серветки, і лише коли необхідно — вату.
Додатково можуть використовувати різні розчини антисептиків та лікувальних речовин, пластир, клеол, гіпс, пластикати, «медична косинка», механічні пристосування (наприклад, шини).

## Класифікація
За твердістю матеріалу, яким накладають пов'язку:
- М'які (марля, бинт, тканина, марлево-клеолова[2], пластирна, плівкоутворювальний аерозоль)
- Тверді (і такі, що затвердівають)[1]
- специфічна (лат. fascia specifica, особлива)

За метою:
- стискальні (стискувальні, тиснучі, «давлячі», тугі, компресійні[3])
  - гемостатичні
- фіксувальні (закріплювальні, зміцнювальні)
  - захищальні (захисні)
  - корегувальні
  - витягувальні (тракційні)
- іммобілізувальні (знерухомлювальні)
- оклюзійні[4]
- поєднані

За ділянкою, на яку накладають пов'язку:
- На голову:
  - вухо (-а)
  - око (-чі)
  - щелепу
  - волосяну частину голови
- На шию
- На кінцівки:
  - верхні
  - нижні
- На плечовий пояс
- На грудну клітку
- На черевну стінку
- На таз та промежину

За методою накладання:
- циркулярна (лат. fascia circularis, кругова)
- спіралеподібна (лат. fascia spiralis, «спіральна»)
- повзуча (лат. fascia serpences, гвинтоподібна)
- хрестоподібна (восьмиподібна)
- колосоподібна («колосок»)
- черепашоподібна (черепашка, «черепашача»)
- поворотна[5]

## Правила бинтування
- Необхідно надати зручного положення пацієнту із можливістю накласти відповідну пов'язку
- При накладанні пов'язки контролювати доступним методом загальний стан постраждалого (пораненого, хворого)
- Пов'язка починається і закінчується фіксуванням (при бинтуванні — фіксувальним обертом)
  - пов'язку завжди починають фіксувальним обертом
  - закінчують пов'язку фіксуванням (при бинтуванні — фіксувальним обертом)
- Бинтування проводять від периферії до центру (кінцівки), від вужчого до ширшого місця, більшість за рухом годинникової стрілки
- Пов'язку накладають двома руками: однією розкочують бинт, іншою асистують (наприклад, розправляють пов'язку); інколи потрібен помічник
- При накладанні пов'язки стараються створювати рівномірний натяг (при бинтуванні — бинт розкочують на поверхні бинтування не відриваючись від неї)
- При бинтуванні — кожен наступний оберт бинта може: покривати попередній на 1/2 або 2/3 його ширини, або залишати проміжки між обертами не більше 1/3 ширини бинта[6][4]

## Пов'язка при пораненні
У критичних ситуаціях, бинти можна замінити підручними засобами: хустина, сорочка, хустинка, бандана, рушник, тощо. Речі ці не стерильні, але ними можна користуватися, якщо пропрасувати з обох боків гарячою праскою, потримати над вогнем[джерело?].
При наданні допомоги потрібно дотримуватися таких правил:
- вимити руки з милом і, якщо можливо, протерти кисті рук спиртом, горілкою; кінчики пальців змастити йодом,
- підготувати матеріал для перев'язки,
- зняти або розрізати одяг, щоб відкрити рану,
- витерти серветкою кров навколо рани, краї рани обробити йодом.
- ділянку накладання прикривають серветкою чи марлею (стерильними), потім, якщо необхідно — вату, фіксують бинтом.

Бинтування виконують у напрямку знизу вгору і з середини назовні. При бинтуванні кінцівок роблять перегини.
Не можна промивати рану будь-яким розчином, тому що інфекція зі шкіри попадає в глибокі частини рани. Якщо рана забруднена землею, трісками, вугіллям, можна обережно чистою марлею зняти бруд.
Пов'язка має бути накладена щільно, але не дуже туго, і закріплена так, щоб бинт не сповзав і не розмотувався. Витки бинта не повинні утворювати кишень, вони накладаються один на один у вигляді черепиці, закриваючи половину ширини попереднього витка (крім другого оберта). Розкочуючи бинт, його головку потрібно тримати в правій руці, а лівою притримувати розгорнутий кінець. Таким чином, витки бинта спрямовують майже завжди зліва направо. На початку бинтування і в кінці його роблять закріплюючи витки бинта. При першому оберті бинта потрібно перегнути його кінець і прихопити другим обертом, який накладається на перший, тоді бинт буде закріпленим. Кінець бинта можна закріпити шпилькою або розірвати кінець бинта вздовж на дві стрічки і зав'язати їх.